# Sinfónico (Quilapayún)
Sinfónico è un album dal vivo del gruppo cileno Quilapayún pubblicato nel 2018.

## Descrizione
Come scritto nelle note presenti nel disco, questo lavoro dei Quilapayún si inserisce nel solco di una pluriennale contaminazione tra la loro musica e la tradizione classica, già testimoniata dal disco Alentours nel 1980. 
Qui a collaborare con il gruppo sono l'Orquesta Sinfónica Estudiantil Metropolitana (nelle tracce 1, 3, 5 e 6) e il Coro del Teatro Municipal de Santiago (nelle tracce 2, 4, 7, 8 e 9).
Gli arrangiamenti dell'orchestra sono a cura di Homero Letelier, quelli per il coro sono stati realizzati da Moisés Mendoza.
Il brano conclusivo, La paradoja de Olbers, il cui testo è ispirato, appunto, al Paradosso di Olbers, è l'unico inedito presente in questo disco e l'unico brano registrato in studio ed è stato realizzato nel 2017 assieme al gruppo argentino ABC Trío de Córdoba diretto da Gonzalo Biffarella.

## Edizioni
Questo album è stato pubblicato, in formato CD, nel 2018 dall'etichetta cilena Plaza Independencia (cod.PICD510838) e anche in LP (senza la traccia 10). Le canzoni sono state registrate nel Teatro Municipal di Santiago del Cile nel 2016: nei giorni 20 e 21 aprile, quando venne eseguita con l'orchestra anche l'intera Cantata Santa María de Iquique, e nel giorno 8 dicembre quando furono registrate le canzoni eseguite assieme al coro.

## Tracce
1. Dos sonetos – 5:58 (testo: Pablo Neruda – musica: Eduardo Carrasco)
2. Mi Patria – 4:13 (testo: Fernando Alegría – musica: Eduardo Carrasco)
3. Entre morir y no morir – 4:44 (testo: Pablo Neruda – musica: Sergio Ortega)
4. Un hombre desterrado – 5:54 (Luis Advis)
5. La vida total – 5:27 (testo: Patricio Manns – musica: Eduardo Carrasco)
6. Patria de multitudes – 4:32 (testo: Hernán Gómez – musica: Eduardo Carrasco)
7. Malembe – 6:03 (testo: Quilapayún – musica: Quilapayún (rielaborazione di un tradizionale cubano))
8. Canción final (de la Cantata Santa María de Iquique) – 3:32 (Luis Advis)
9. El pueblo unido jamás será vencido – 3:40 (testo: Quilapayún e Sergio Ortega – musica: Sergio Ortega)
10. La paradoja de Olbers – 6:22 (testo: Eduardo Carrasco – musica: Gonzalo Biffarella)

Durata totale: 50:25

## Crediti

### Formazione
- Eduardo Carrasco
- Carlos Quezada
- Hernán Gómez
- Rubén Escudero
- Ricardo Venegas
- Ismael Oddó
- Ricardo "Caito" Venegas
- Fernando Carrasco

### Collaboratori
- Danilo Donoso - percussioni
- Camilo Salinas - tastiere
- David Núñez - violino